# X.500
X.500 es un conjunto de estándares de redes informáticas de la ITU-T sobre servicios de directorio, entendidos estos como bases de datos de direcciones electrónicas (o de otros tipos). El estándar se desarrolló conjuntamente con la ISO como parte del Modelo de interconexión de sistemas abiertos, para usarlo como soporte del correo electrónico X.400. X.500 es un protocolo de la capa de Aplicación. 
Los protocolos definidos por X.500 incluyen: protocolo de acceso al directorio (DAP); el protocolo de sistema de directorio; el protocolo de ocultación de información de directorio; y el protocolo de gestión de enlaces operativos de directorio.
Dentro de la serie X.500, la especificación que ha resultado ser la más difundida no trata de protocolos de directorio, sino de certificados de clave pública: X.509.
El protocolo LDAP fue creado como una versión liviana de X.500 y terminó por reemplazarlo. Por esta razón algunos de los conceptos y estándares que utiliza LDAP provienen de la serie de protocolos X.500.